# Філософов Михаїл Михайлович
Миха́їл Миха́йлович Філо́софов (рос. Михаил Михайлович Философов; 1732 — 1811) — російський військовик, дипломат. Спочатку перебував на військовій службі. Брав участь у Семирічній війні, поранений у битві при Франкфурті-на-Одері. Російський посланник у Парижі, Берліні. Голова Сухопутного шляхетського корпусу (1766—1768). Разом із Каспаром фон Зальдерном вів переговори із данцями, що завершилися укладанням Копенгагенської угоди і вирішенням російсько-датсської територіальної суперечки (1766—1767). Згодом працював російським міністром (послом) у Данії (1768). Встановив дружні відносини із данцями, паралізував анти-російську політику Швеції. Смоленський військовий губернатор (1796). Перекладав з французької, зокрема твір віконта д'Арленкура «Пустельник» (Орел, 1824).

## Нагороди
- Орден святого Андрія Первозванного